# Intoxication (renseignement)
Pour le phénomène physiologique, voir Intoxication.
L’intoxication ou intox est une technique de manipulation consistant à déstabiliser un ennemi en lui fournissant de fausses informations et par la suite d'observer si elles provoquent une réaction. Cette technique est utilisée principalement en matière de contre-espionnage.
C'est également une technique utilisée par les gouvernements totalitaires pour maintenir en servitude leurs peuples. Elle est décrite comme « bombardement idéologique » ou « bombardement de bobards ». C'est l'emploi de la ruse comme arme de guerre pour provoquer la guerre.

## Retournement d'agents

### Principe
La tâche la plus délicate de contre-espionnage consiste à mettre la main sur un espion et à le « retourner ». Cela consiste, de gré ou de force, à lui faire fournir à ses premiers employeurs, en échange de sa vie, des informations erronées. Ce sont ces informations qui constituent la matière toxique qui désinforme. Il faut s'assurer que l'espion retourné, généralement un opérateur radio, ne glisse pas un code convenu avertissant qu'il agit sous la contrainte. Les renseignements fournis doivent comporter des informations exactes (sans conséquences fâcheuses) et des informations fausses. À l'époque des communications en graphie par radio, la manière dont les opérateurs manipulaient le code morse constituait une « signature » reconnaissable, difficile à imiter.
L'utilisation d'agents doubles est une technique ardue à pratiquer. Son objectif est de désinformer l'adversaire. Un exemple est donné avec l'opération Carthage au Maroc,.

### Opération Carthage (Maroc)
L'opération Carthage a été lancée à Vichy par la LVF, avec le concours de l'Abwehr, et a été noyautée par le SR d'Alger. Elle a abouti à un retournement forcé d'une équipe d'agitateurs français parachutés dans une ferme du Maroc (Souss, 16 octobre 1943). Dès leur réception à terre par la police dûment prévenue, le radio est « retourné » de force et commence à transmettre des fausses informations. De temps à autre, la presse locale se faisait l'écho de faux sabotages sur le chemin de fer Maroc-Algérie, de faux attentats contre des détachements alliés et de fausses dissidences dans le Moyen-Atlas.
L'opération dure cinq mois avant que les Allemands ne détectent la supercherie.

## Désinformation
La désinformation a été largement pratiquée contre les nazis pendant la Seconde Guerre mondiale par les services de renseignements et de contre-espionnage alliés. C'est une tâche offensive pour tromper l'ennemi. Cette action va de pair avec l'infiltration des services ennemis par des agents ou par le retournement d'agents ennemis qui deviennent des agents doubles.

### Opération Fortitude

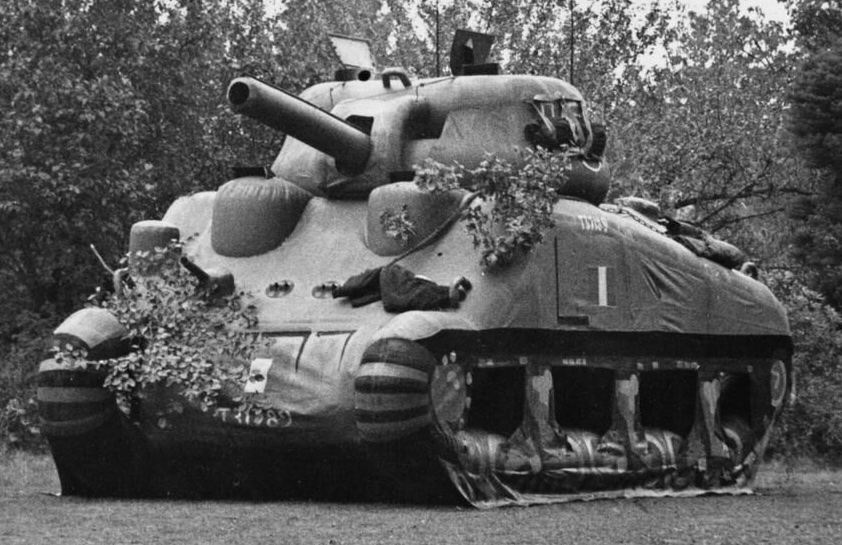
Faux tank M4 Sherman gonflable, utilisé lors de l'Opération Fortitude.

L'une des opérations les plus spectaculaires dans ce domaine sera l'Opération Fortitude. Les nazis furent dupés sur le débarquement de Normandie. Les nazis, Hitler le premier, étaient persuadés que le vrai débarquement aurait lieu dans le nord de la France, immobilisant la XVe Armée allemande dans le Pas-de-Calais, soit 230 000 hommes qui auraient pu intervenir contre les têtes de pont de Normandie.

### Opération Mincemeat
Une autre opération de désinformation fut l'opération Mincemeat ou l'opération du noyé imaginaire, celle du faux commandant Martin inventé de toutes pièces.

## Propagande
C'est le bombardement idéologique utilisé par les gouvernements totalitaires. Un des exemples historiques les plus notables est l'affaire du massacre de Katyń, qui n'a pu être élucidée qu'après la chute du communisme, mais « Au procès de Nuremberg les Alliés qui savaient la vérité, ont pourtant ménagé Staline »